# Thinktank, Birmingham Science Museum

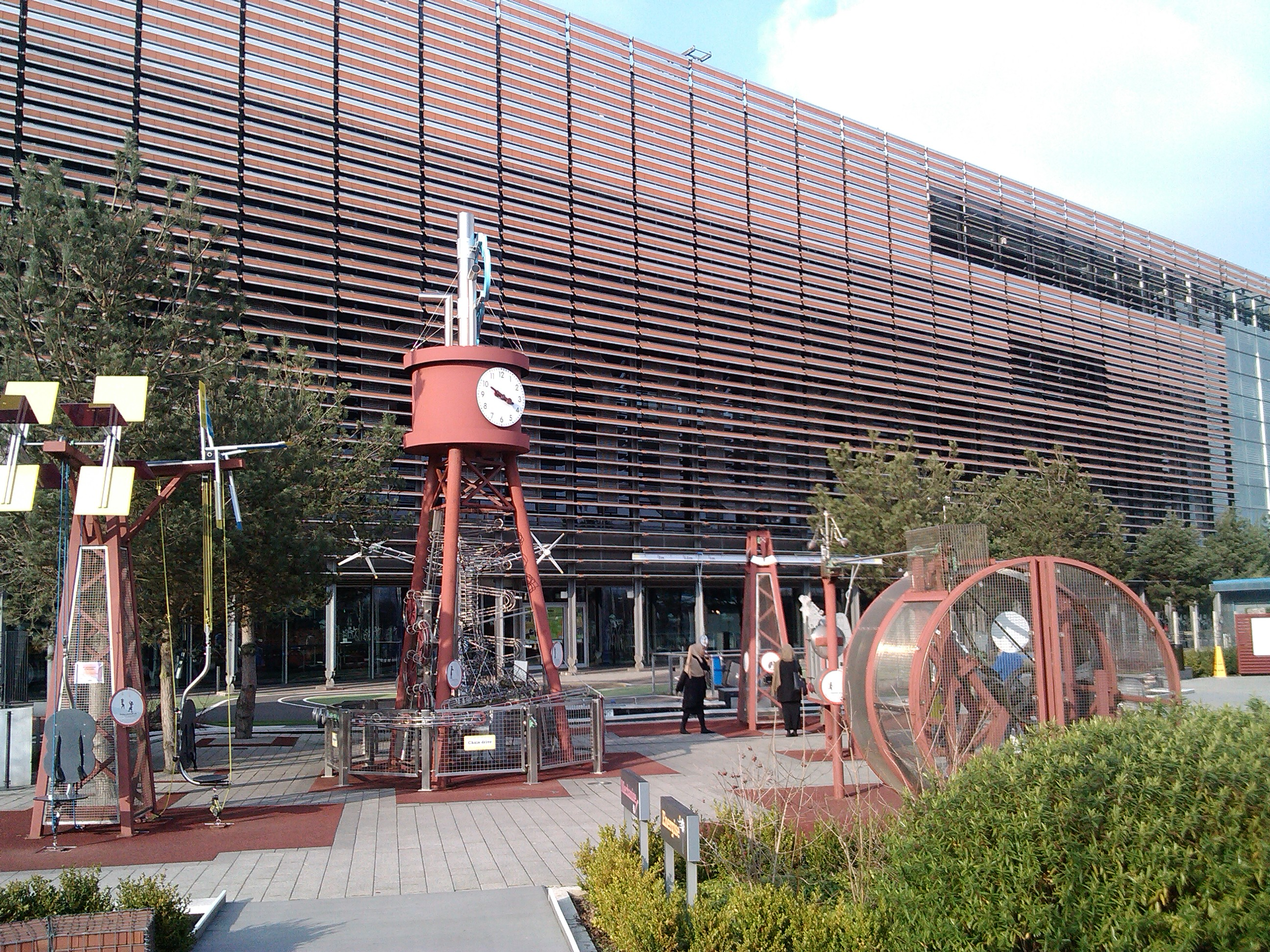

Thinktank, Birmingham Science Museum is een museum in Birmingham. Het techniekmuseum werd geopend in 2001 en is de opvolger van het Museum of Science and Industry uit 1951. De collectie bestaat uit vliegtuigen, trams, stoommachines.